# Piotr Baryka
Piotr Baryka (* 1600 in Sieradz; † 1675) war ein polnischer Schriftsteller.
Über die Lebensumstände Barykas ist kaum etwas bekannt. Er nahm zwischen 1626 und 1629 unter Stanisław Koniecpolski am polnisch-schwedischen Krieg  teil. 1633 wurde seine Karnevals-Komödie Z chłopa król (Der Bauer als König) uraufgeführt, die 1637 im Druck erschien.

## Weblink
- „Z chłopa król“, Reprint von 1904